# جان گراهام-کامینگ
جان گراهام-کامینگ یک مهندس نرم‌افزار و نویسنده بریتانیایی است که بیشتر به دلیل شروع یک دادخواست موفقیت‌آمیز به دولت بریتانیا و درخواست عذرخواهی به دلیل آزار و اذیت شدن توسط آلن تورینگ شناخته می‌شود. تا تاریخ ۲۰۲۰، او به عنوان مدیر ارشد فناوری (CTO) در کلودفلر خدمت می‌کرد. او قبلاً در الکتریک کلود مشغول به فعالیت بود.

## تحصیلات
گراهام-کامینگ در دانشگاه آکسفورد تحصیل کرد و در سال ۱۹۹۲ مدرک پی‌اچ‌دی در علوم کامپیوتر را برای تحقیق در مورد فرآیندهای ارتباطی متوالی (CSPs) تحت نظارت استاد راهنمای خود (جف دبلیو سندرز) دریافت کرد. او در مقطع کارشناسی ارشد دانشجوی لیدی مارگارت هال، آکسفورد بود.

## حرفه
گراهام-کامینگ نویسنده اصلی پاپ فایل، برنامه ای متن باز و بین پلتفرمی برای فیلتر کردن ایمیل‌های هرزنامه است. او نویسنده کتاب اطلس گیک، یک کتاب سفر، و کتاب GNU Make، یک راهنمای فنی برای نرم‌افزار ساخت گنو است.
در اکتبر ۲۰۱۰، او سازمانی را راه‌اندازی کرد که هدف آن ساخت موتور تحلیلی چارلز ببیج است، که به نام پلان ۲۸ شناخته می‌شود. او همچنین کمپینی برای نرم‌افزار منبع باز در علم راه اندازی کرده‌است. در سال ۲۰۱۴، او سایت MovieCode خود را در تامبلر راه اندازی کرد که هدف آن اتصال اسکرین شات‌های فیلم به بخش‌های خاصی از سورس کد است.